# Nothophantes horridus
Nothophantes horridus là một loài nhện trong họ Linyphiidae. Chúng là loài duy nhất của chi Nothophantes, được miêu tả năm 1995 bởi Merrett & Stevens.